# Séisme de 2013 aux Îles Salomon
Le séisme de 2013 aux Îles Salomon est un séisme de magnitude 8,0 qui s'est produit dans les Îles Salomon, dans l'océan Pacifique sud, le 6 février 2013 à 12 h 12 heure locale (1 h 12 UTC).

## Caractéristiques
Le séisme a frappé à une profondeur de 28,7 km et l'épicentre se trouvait à environ 5 km des côtes des Îles Santa Cruz aux Salomon. Le séisme s'est produit sous l'effet de l'interaction entre la plaque australienne et la plaque pacifique et fut précédé par des dizaines de secousses dans la région. L'intensité est estimée à M8,0 sur l'échelle de magnitude de moment. Au moins deux répliques furent mesurées à une magnitude supérieure à M6,0 dont une de magnitude M6,6. Le centre d'alerte des tsunamis dans le Pacifique a lancé une alerte au tsunami pour les Îles Salomon, la Papouasie-Nouvelle-Guinée et plusieurs autres îles de la région et l'agence a recommandé une surveillance pour l'Australie, la Nouvelle-Zélande et l'Indonésie orientale,. Ce séisme engendra un tsunami de 0,91 m de haut à Lata,. De plus petits tsunamis de 11 cm et 50 cm ont également eu lieu respectivement au Vanuatu et en Nouvelle-Calédonie.
À Honiara, la capitale des Îles Salomon, les résidents ont été évacués vers des zones plus élevées, créant des embouteillages. Les agences locales d'informations annoncent que plusieurs villages ont été détruits. Des habitations ont été inondées dans l'est de la province de Temotu, mais il n'y a eu aucun rapport initial de blessures graves. Sur l'île Santa Cruz, des vagues d'1,5 m causèrent des dégâts sur 50 bâtiments. À Lata, le tsunami a endommagé l'aéroport et d'autres zones de faible altitude. Les autorités officielles de Nouméa ont ordonné aux résidents d'évacuer la côte est de la Nouvelle-Calédonie et les abords des îles Loyauté.

## Nouvelles secousses
Un second séisme de magnitude 6,8 a été enregistré dans la nuit du 7 février 2013 au  8 février 2013, endommageant sévèrement l'aéroport de l'île de Nendo où plusieurs habitations avaient été emportées par le tsunami du 6 février 2013. 
Un troisième tremblement de terre de magnitude 7,0 frappa également la région des îles Salomon le 8 février 2013. Celui-ci s'est produit à 9 km au large des îles Santa Cruz. Néanmoins, le Centre d'alerte aux tsunamis du Pacifique affirma qu'il n'y avait aucun risque de propagation d'un tsunami destructeur à la suite de ce séisme : « Il n'y a pas de menace de vaste tsunami destructeur si on se fonde sur l'historique des séismes et des tsunamis. Toutefois, des tremblements de terre de cette magnitude génèrent parfois des tsunamis localement qui peuvent s'avérer destructeurs sur des côtes situées à moins de 100 km de leur épicentre. »